# 齐藤浩哉
齐藤浩哉（日语：／ Saitō Hiroya，1970年9月1日—），日本男子跳台滑雪运动员。他曾代表日本参加1998年冬季奥林匹克运动会跳台滑雪比赛，获得男子团体大跳台金牌。